# Konsolidierung (Neuropsychologie)
Konsolidierung ist in der Neuropsychologie die Speicherung von Sinneswahrnehmungen im Gedächtnis.

## Allgemeines
Das Lernen und Gedächtnis unterteilen sich in vier unterschiedlich aufeinander folgende Phasen: Informationsaufnahme, Konsolidierung, Speicherung und Informationsabruf. Gedächtnis ist die Fähigkeit, neue Informationen aufzunehmen (Encodierung), zu speichern (Konsolidierung) und zu einem späteren Zeitpunkt wieder abzurufen. Die Prozesse der Encodierung und Konsolidierung sind eng miteinander verwoben und besitzen zu einem großen Anteil überlappende neuronale Grundlagen. Deshalb werden Encodierung und Konsolidierung manchmal auch als ein Prozessschritt verstanden. Eine Ansicht sieht die Konsolidierung als eine zeitlich eng begrenzte, kontextuell vertiefte und erweiterte Einspeicherung, die andere sieht in der Konsolidierung einen autonomen Prozess, der unabhängig oder parallel von anderer neuronaler und behavioraler Aktivität über einen langen Zeitraum ablaufen kann.

## Ablauf
Eine sensorische Information wird über die Sinnesorgane aus der Außenwelt wahrgenommen, zunächst im Arbeitsgedächtnis gespeichert, das dann für eine Konsolidierung im Kurzzeit- oder Langzeitgedächtnis sorgt oder es erfolgt eine direkte Konsolidierung im Langzeitgedächtnis. Die Speicherphase wird als Konsolidierung bezeichnet. In der Konsolidierungsphase wird die Information vom Arbeitsgedächtnis in das Kurzzeit- oder Langzeitgedächtnis übertragen.

## Selektive Wahrnehmung
Bei selektiver Wahrnehmung werden einige Sinneswahrnehmungen konsolidiert, andere wiederum nicht. Die Wahrnehmung des Menschen ist notwendigerweise selektiv, weil aus der Vielzahl der Objekte und Situationen stets bestimmte, den Bedürfnissen und Erfahrungen des Individuums entsprechende ausgewählt werden. Zudem sorgt vor allem bei Informationsüberflutung oder Reizüberflutung der Thalamus im Zwischenhirn dafür, die Informationen und Reize zu filtern. Die „gefilterten“ Informationen und Reize werden nicht konsolidiert, können also später auch nicht aus der Erinnerung abgerufen werden. Es werden nur diejenigen Informationen weiterverarbeitet, welche die selektive Wahrnehmungsbarriere überschritten haben.

## Informationsverhalten
Das Informationsverhalten wird unter anderem bestimmt durch die Aufnahmefähigkeit und -bereitschaft und Verarbeitungskapazität des Menschen. Eine Person kann deshalb nur solche Informationen bei eigenen Entscheidungen nutzen oder weitergeben, die sie selbst auch konsolidiert hat.